# Maurice De Muer
Maurice De Muer (Potigny, Calvados, 4 d'octubre de 1921 - Seillans, Var, 4 de març de 2012) va ser un ciclista francès, que fou professional entre 1943 i 1951.
En el seu palmarès destaca la París-Camembert de 1944. El 1946 acabà segon de la París-Niça. Fou company d'equip de Ferdi Kübler, Paul Giguet, Camille Danguillaume, Émile Idée i Jean de Gribaldy, entre d'altres.
A partir de 1960 passà a exercir tasques de direcció esportiva, motiu pel qual és més conegut. Com a director d'un petit equip, el grup esportiu Pelforth-Sauvage-Lejeune, a partir de 1963 va ser convidat a prendre part al Tour de França. El 1964 un dels seus corredors, Georges Groussard, porta el mallot groc de líder durant 10 etapes i l'equip, encapçalat per Henry Anglade guanya la classificació per equips. Posteriorment passà a dirigir l'equip Bic entre 1969 i 1974, dirigint la victòria de Luis Ocaña al Tour de 1973. Entre 1978 i 1982 dirigí l'equip Peugeot.

## Palmarès
- 1941
  - 1r al Gran Premi de Fourmies
- 1944
  - 1r a la París-Camembert (Trofeu Lepetit)
- 1947
  - 1r al Gran Premi de l'Écho d'Alger
- 1950
  - 1r al Tour de la Manche

### Resultats al Tour de França
- 1947. Abandona (2a etapa)
- 1948. Abandona (14a etapa)
- 1950. 32è de la classificació general

### Resultats al Giro d'Itàlia
- 1948. Abandona